# Château de Prelle
Pour les articles homonymes, voir Prelle (homonymie).
Le Château de Prelle dit aussi Château de la Cour au Bois ou Château de la Courte au Bois est un édifice de style néoclassique bâti en 1842 à Manage  en Wallonie par Ferdinand Tiberghien.

## Localisation
Le château se situe à Manage entre le canal du centre, le Hameau du Bois Robert, la gare et la cité-parc Bois du Hameau.

## Historique
Ce château, sis sur un domaine de 39 hectares, a été construit par Ferdinand Tiberghien en 1842 sur les terres de la ferme de la Courte au Bois. Cette ferme était connue en 1381 sous le nom de Courte au-Bos. Elle avait appartenu au seigneur de Scailmont avant de passer aux mains du comte Alexandre de Cécile puis, notamment, à Emmanuel de Gongnies, seigneur de Fayt, etc., prévôt de Binche,.
Ferdinand Tiberghien rachète d'abord une partie des terres sur lesquelles il construira son château avant de racheter l'ensemble du domaine (ferme et dépendances attenantes) qui appartenaient alors à Auguste Marcq.
À la mort de Ferdinand, le château est hérité par son fils : Félix Paul Tiberghien, 1er bourgmestre de Manage.

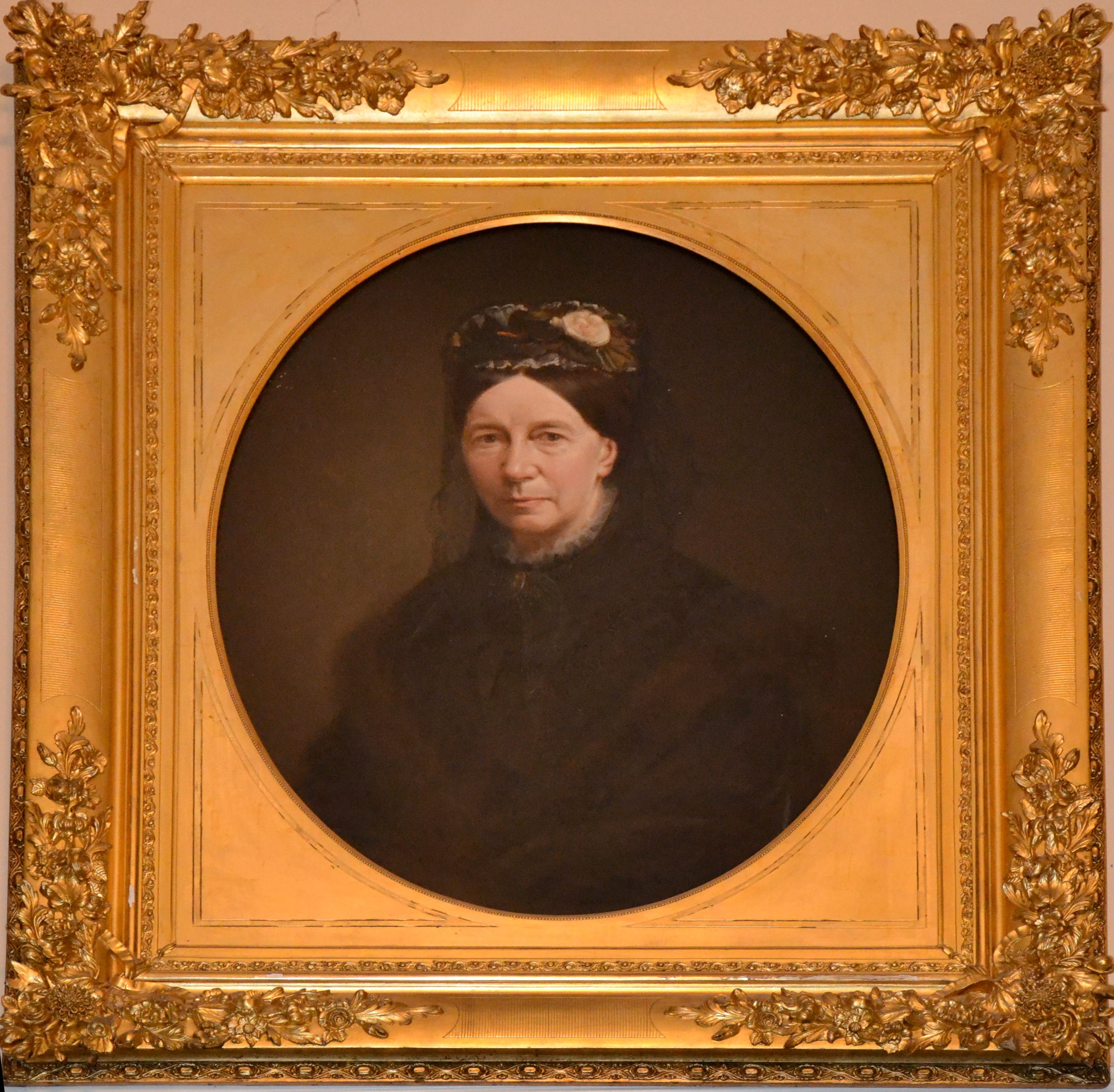
Marie-Henriette Tiberghien (1880-1935)

Il entre ensuite dans le patrimoine de la famille de Prelle à la suite du mariage de Marie-Henriette Tiberghien avec Paul de Prelle qui deviendra, lui-aussi, bourgmestre de Manage.
Leur fils, John de Prelle, épousa Yvonne Navez qui revendit le château et la ferme séparément en 1985 plusieurs années après la mort de son mari.

## Galerie

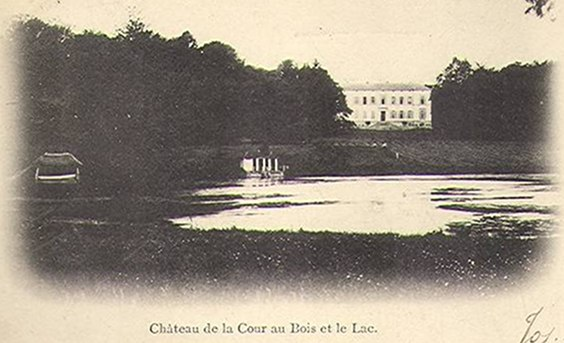